# Televíziózás Magyarországon
Magyarországon a televíziózás 1950-es években kezdődött, de a tényleges első adás 1957 május 1.-én volt. Európához hasonlóan itthon is először a közszolgálati televíziózás jelent meg: 1957-ől az MTV1 (ma M1), majd 1973-től az MTV2 (ma M2).
A kereskedelmi televíziózás az 1990-es években jelent meg. A két legnagyobb országos tévécsatorna Magyarországon a TV2 és az RTL.
Magyarországon 2024-ben 112 magyar nyelvű televíziós csatorna volt elérhető. A csatornák magas száma mellett a nézettség idővel felaprózódott. A Nielsen Közönségmérés az éves átlag alapján 92 adónál mért 1% alatti közönségarányt teljes napra (4+).
Manapság a különböző tévécsatornák a földfelszíni ingyenes illetve a műsorterjesztő szolgáltatók által biztosított fizetős csomagjuk egyikében érhetőek el. Ezek mellett a 2010-es évek második felétől előfizetéses streaming szolgáltatók is elérhetőek.

## Műsorterjesztésért felelős szolgáltatók
| Szolgáltató                                                       | Ingyenes vagy fizetős | Előfizetők száma                | Megjegyzés |
| ----------------------------------------------------------------- | --------------------- | ------------------------------- | --- |
| Földfelszini                                                      |                       |                                 | |
| Mindig TV (Antenna Hungária)                                      | Ingyenes              | n.a.                            | Kb. 600-700 ezer a potenciálisan elérhető tévés háztartások száma, amelyek nem rendelkeznek TV előfizetéssel, de elérhető a szolgáltatás |
| One (4iG)                                                         | Fizetős               | 64 ezer                         | [ 2 ] [ 3 ] |
| Műholdas                                                          |                       |                                 | |
| One (4iG)                                                         | Fizetős               |                                 | [ 2 ] |
| Direct One (4iG)                                                  | Fizetős               | 155 ezer (2024)                 | [ 5 ] |
| Kábeltelevízió                                                    |                       |                                 | |
| Telekom TV (Magyar Telekom)                                       | Fizetős               | 83 ezer (2025 1. negyedév)      | Értékesítése megszűnt, szolgáltatás kivezetésre fog kerülni                                                                              |
| One (4iG; a korábbi Vodafone, DIGI, Antenna Hungária és Invitech) | Fizetős               |                                 | |
| Canal+                                                            | Fizetős               |                                 | |
| Tarr Kft                                                          | Fizetős               |                                 | 110 ezer előfizetés (2020, TV+Internet+Telefon+Mobil)                                                                                    |
| Internet "streaming" (IPTV)                                       |                       |                                 | |
| Telekom TV (Magyar Telekom)                                       | Fizetős               | 1,334 millió (2025 1. negyedév) | |

## Internet video szolgáltatások

### Catch-up szolgáltatások
| Szolgáltatás neve | Tulajdonos            | Hozzátartozó tévécsatornák                                                                                               | Streamszolgáltatás | Ingyenes/Fizetős | Oldal  |
| ----------------- | --------------------- | --- | ------------------ | ---------------- | ------ |
| MédiaKlikk        | Duna Médiaszolgáltató | Duna, M1, M2, M4 Sport, M5, Duna World                                                                                   | Igen               | Ingyenes         | [ 9 ]  |
| TV2 Play          | Tv2 Média Csoport     | TV2, Super TV2, TV2 Klub, Spíler TV, Izaura TV, Zenebutik, Prime, TV2 Séf                                                | Igen               | Részben ingyenes | [ 10 ] |
| RTL+              | Magyar RTL Televízió  | RTL, RTL Kettő, RTL Három, RTL Gold, RTL Otthon, Cool, Film+, Sorozat+, Mozi Klub, Sorozat Klub, Kölyök Klub, Muzsika TV | Igen               | Részben ingyenes | [ 11 ] |

### Stream szolgáltatások
Az NMHH 2023-as internethasználati kutatási adatai szerint Magyarországon a Netflix a legnépszerűbb streamingszolgáltatás. Az internetezők harmada él olyan háztartásban, ahol valamely családtag előfizetett rá. A második helyen álló HBO Maxhoz a válaszadó háztartások ötöde rendelkezik hozzáféréssel. A harmadik legelterjedtebb szolgáltatás a Disney+. Az RTL+ a negyedik helyen áll megelőzve a Magyarországon 2023 februárjában megjelent SkyShowtime, illetve az Amazon Prime Video hazai előfizetői táborát.

## Csatornák és tulajdonosaik

### Legnézettebb televíziós csatornák
| Csatorna  | Tulajdonos            | Ingyenes/Fizetős | Teljes nap (%) | Főműsoridő (%) |
| --------- | --------------------- | ---------------- | -------------- | -------------- |
| TV2       | Tv2 Média Csoport     | Ingyenes         | 11,7           | 14,8           |
| RTL       | Magyar RTL Televízió  | Ingyenes         | 6,8            | 11,0           |
| Duna      | Duna Médiaszolgáltató | Ingyenes         | 3,2            | 3,8            |
| ATV       | ATV csoport           | Fizetős          | 2,9            | 3,7            |
| Mozi+     | Tv2 Média Csoport     | Fizetős          | 2,9            | 2,8            |
| M4 Sport  | Duna Médiaszolgáltató | Ingyenes         | 2,9            | 3,6            |
| M1        | Duna Médiaszolgáltató | Ingyenes         | 2.7            | 1,9            |
| Prime     | Tv2 Média Csoport     | Fizetős          | 2,3            | 1,6            |
| Super TV2 | Tv2 Média Csoport     | Fizetős          | 2,1            | 1,7            |
| Cool      | Magyar RTL Televízió  | Fizetős          | 2,0            | 2,2            |
| Izaura TV | Tv2 Média Csoport     | Fizetős          | 1,8            | 1,5            |
| Hir TV    | Hir TV                | Fizetős          | 1,8            | 1,5            |
| Sorozat+  | Magyar RTL Televízió  | Fizetős          | 1,8            | 2,1            |
| Film+     | Magyar RTL Televízió  | Fizetős          | 1,8            | 1,8            |
| Story4    | Network 4 Csoport     | Fizetős          | 1,5            | 1,2            |
| RTL Gold  | Magyar RTL Televízió  | Fizetős          | 1,2            | 0,9            |
| TV4       | Network 4 Csoport     | Fizetős          | 1,2            | 1,0            |
| ID        | Discovery Inc.        | Fizetős          | 1,1            | 0,5            |
| Galaxy4   | Network 4 Csoport     | Fizetős          | 1,0            | 0,8            |

### Legnézettebb médiaszolgáltatók
| Médiaszolgáltatók                                              | Közönségarány | Közönségarány | Hozzátartozó tévécsatornák                                                                                         |
| -------------------------------------------------------------- | ------------- | ------------- | --- |
| Tv2 Média Csoport Zrt.                                         | 11,5%         | 24,3%         | Tv2 |
| S.C. CEE Broadcasting Co. Srl. (TV2 Média Csoport érdekeltség) | 12,8%         | 24,3%         | SuperTV2, Spíler, Spíler2, TV2 Kids, TV2 Séf, TV2 Comedy, Moziverzum, Prime, Izaura TV, Jocky TV, Mozi+, Zenebutik |
| Magyar RTL Televízió Zrt.                                      | 7,4%          | 16,7%         | RTL |
| CLT-UFA SA (Magyar RTL Zrt. érdekeltség)                       | 9,3%          | 16,7%         | RTL Gold, Cool, Film+, RTL Kettő, RTL Három, Muzsika TV, Sorozat+                                                  |
| Duna Médiaszolgáltató Nonprofit Zrt.                           | 10,9%         | 10,9%         | Duna, Duna World, M1, M2, M4 Sport, M5                                                                             |
| Network4 Media Group S.a.r.l.                                  | 4,1%          | 4,1%          | TV4, Story4, Aréna4,Galaxy4,Max4, Film4, Match4                                                                    |
| AMC Networks Central Europe s.r.o                              | 3,8%          | 3,8%          | AMC, Film Mánia, Film Café, JimJam, Minimax, Sport1, Sport2, Spektrum, Spektrum Home, TV Paprika                   |
| MTV NETWORKS s.r.o                                             | 3,5%          | 3,5%          | MTV, Comedy Central                                                                                                |
| ATV Első Magyar Magántelevíziós Zrt.                           | 3,4%          | 3,4%          | ATV, ATV Extra |
| Egyéb                                                          | 33,2%         | 33,2%         | |

## Műsorok

### Legjobb magyar televíziós programok
Az IMDB weboldalon lévő szavazás eredménye szerint:
| Helyezés | Műsor                     | Év        |     | Helyezés                         | Animációs– és bábműsorok | Év |
| -------- | ------------------------- | --------- | --- | -------------------------------- | ------------------------ | -- |
| 1.       | Aranyélet                 | 2015      | 1.  | Magyar népmesék                  | 1980–2012                |    |
| 2.       | Terápia                   | 2012–2017 | 2.  | A Mézga család különös kalandjai | 1970–1973                |    |
| 3.       | Abigél                    | 1978      | 3.  | Mézga Aladár különös kalandjai   | 1972–1973                |    |
| 4.       | Tüskevár                  | 1967      | 4.  | Vuk                              | 1981                     |    |
| 5.       | Munkaügyek                | 2012–2017 | 5.  | Vakáción a Mézga család          | 1980                     |    |
| 6.       | Indul a bakterház         | 1980      | 6.  | Mesék Mátyás királyról           | 1984                     |    |
| 7.       | Keménykalap és krumpliorr | 1974      | 7.  | Süsü, a sárkány kalandjai        | 1977                     |    |
| 8.       | A besúgó                  | 2022      | 8.  | Kérem a következőt!              | 1975                     |    |
| 9.       | A mi kis falunk           | 2017      | 9.  | Pom-Pom meséi                    | 1980–1984                |    |
| 10.      | Szerelempatak             | 2014      | 10. | Frakk, a macskák réme            | 1972–1987                |    |
| 11.      | A Király                  | 2022      | 11. | Vizipók-Csodapók                 | 1978                     |    |
| 12.      | Mellékhatás               | 2020–2023 | 12. | A nagy ho-ho-horgász             | 1982                     |    |
| 13.      | Társas játék              | 2011-2013 | 13. | Mekk Elek, az ezermester         | 1980                     |    |
| 14.      | Égigérő fű                | 1979      |     |                                  |                          |    |
| 15.      | Egynyári kaland           | 2015–2019 |     |                                  |                          |    |
| 16.      | Válótársak                | 2015-2018 |     |                                  |                          |    |
| 17.      | Örök tél                  | 2018      |     |                                  |                          |    |
| 18.      | Ida regénye               | 2022      |     |                                  |                          |    |
| 19.      | Félvilág                  | 2015      |     |                                  |                          |    |
| 20.      | A berni követ             | 2014      |     |                                  |                          |    |
| 21.      | Foglyok                   | 2019      |     |                                  |                          |    |
| 22.      | Trezor                    | 2018      |     |                                  |                          |    |

### Legnézettebb műsorok listája
| Műsorcím                 | Dátum       | Csatorna | Nézettség |
| ------------------------ | ----------- | -------- | --------- |
| Vészhelyzet (XXII/1.)    | 1997.11.25. | MTV      | 3 695 849 |
| Szeszélyes évszakok      | 1998.02.09. | MTV      | 3 695 071 |
| Szomszédok 277. rész     | 1997.12.04. | MTV      | 3 627 553 |
| Szeszélyes évszakok      | 1997.11.10. | MTV      | 3 609 346 |
| Szomszédok 278. rész     | 1997.12.18. | MTV      | 3 587 624 |
| Vészhelyzet (XXII/8.)    | 1998.01.13. | MTV      | 3 566 016 |
| Vészhelyzet (XXII/2.)    | 1997.12.02. | MTV      | 3 367 291 |
| Vészhelyzet (XXII/9.)    | 1998.01.20. | MTV      | 3 364 226 |
| Előszilveszter           | 2000.12.27. | TV2      | 3 338 393 |
| Vészhelyzet (XXII/3.)    | 1997.12.09. | MTV      | 3 327 263 |
| Zámbó Jimmyre emlékezünk | 2001.01.05  | TV2      | 3 313 592 |

## Díjátadók és konferenciák
1971 és 1990 között – részben magyar tévéfilmesek nagyobb elismertetettsége céljából – Veszprémi Tévétalálkozót szerveztek, ahol tévés produkciókat és szakembereket díjaztak. Megszűnése után 1999 és 2011 között rendezték a Kamera Hungáriát, ahol szintén a tévés munkákat díjaztak. 2014-ről kezdve a magyar televíziós szakma a Televíziós Újságírók Díja rendezvényen szokta megmérettetni magát.
A fontosabb tévés konferenciák között van a Digital Media Hungary (1996–) és 2013-tól a Magyar Elektronikus Műsorszolgáltatók Egyesülete által szervezett Big Picture, ahol magyar tévés és reklámipari szakemberek ülnek össze.
1993 óta Budapesten szervezik a NATPE Budapest–et (2011-ig DISCOP East néven), amely Közép–Kelet Európai régió egyik legnagyobb tévéipari vására.

### Magyar produkciók díjai a külföldi tévés fesztiválokon
- Nemzetközi Emmy–díj
  - Örök tél (2019, legjobb színésznő)[21]
  - Trezor (2019, legjobb TV-film/minisorozat – jelölés)[22]

- Arany Nimfa–díj
  - Nő a barakkban (1962, legjobb történet)[23]
  - Epeiosz-akció (1964, legjobb eredeti forgatókönyv)[24]
  - Ők tudják, mi a szerelem (1965, legjobb forgatókönyv))[25][26]
  - Ivan Iljics halála (1966, legjobb férfi színész)[27]
  - Távolság történet (1968, legjobb eredeti forgatókönyv)[28]
  - Pillangó (1971, a legjobb női alakítás, UNDA különdíj)[29]
  - Portugál királylány (1976, Cino del Duca-díj, UNDA díj)[30]
  - Háború a Szaharában (1980, legjobb riportfilm)[31]
  - Édes Anna (1991, tévéfilm kategória különdíja)[32]
  - Szarajevó kávéház (1996, különdíj)[33]
  - A Szórád-ház (1998, legjobb férfi színész – minisorozat)[34]
  - Jadviga párnája (2003, legjobb rendező)[35]
  - Aglaja (2013, legjobb tévéfilm, legjobb rendező, legjobb színésznő, a monacói Vöröskereszt különdíja)[36]
  - On The Spot: Harcosok (2013, legjobb dokumentumfilm-sorozat)[37]

- Prix Europa
  - Ahol mély a víz (1993, nem fikciós tévéműsor különdíja)[38]
  - Bolse Vita (1996, legjobb tévéfilm különdíja)[39]
  - Haggyállógva, Vászka (1996, legjobb tévéfilm – egyedi elismerés)[39]
  - Privát Magyarország 10. rész: Az örvény (1997, nem fikciós tévéműsor)[40]
  - Torzók (2001, legjobb tévéfilm különdíja)[41]
  - Memo (2017, legjobb tévéfilm)[42]
  - Örök tél (2018, legjobb tévéfilm)[43]

## Előfizetési– és terjesztési díjak

### Tévé előfizetési díj
A Magyar Televíziót 1958 és 2002 között részben előfizetési díjakból finanszírozták (a folyamatos állami pénzügyi támogatás mellett). Az első médiatörvény után ebből részesedett a Duna Televízió is. 2002. július 1-től végleg megszüntették az előfizetési díjat, amely akkor kéthavonta 1472 Ft volt. Ennek akkor a 40%-át a Magyar Televízió, 24%-át a Duna Televízió kapta. Az így kiesett előfizetési díjaik összegét ettől kezdve a magyar állam vállalta magára.
Kis méretű piac miatt Magyarországon előfizetéses csatornák – az HBO kivételével – nem indultak el. A 2010-es évektől a kereskedelmi tévés előfizetést a streaming szolgáltatók havi előfizetése váltotta fel.

### Terjesztési díj
A műsorterjesztő szolgáltatók ún. terjesztési díjat fizetnek a médiaszolgáltatóknak (sokáig csak az országos lefedettséggel nem rendelkező kereskedelmi televízióknak), hogy műsorukat továbbíthassák. A médiaszolgáltatók érdeke, hogy egyes tévécsatornájuk a műsorterjesztők alapcsomagjába kerüljön, amivel több előfizetőhöz juthat el (sokszor csatornaportfólióban, olcsóbban árulják egyes csatornáikat). Magasabb terjesztési díjat is kérhetnek az előfizetők után, de ezt jellemzően csak a sportcsatornákra jellemző. Ehhez jó tárgyalási alapot biztosít a prémium sportjogok (jellemzően nyugat–európai topfutball bajnokságok) megszerzése.
2016-tól a médiaszolgáltatók már az országos tévécsatornák után is kérhettek terjesztési díjat.

## Műsorgyártás

### Belső gyártás
A nagy műsorszolgáltatókra jellemző, hogy produkciói egy része belső gyártásra, vagy legalábbis a médiacéghez közeli gyártóstúdióhoz kerül. Így például a TV2 csoportnak az Interaktív, majd az IKO gyártócég, az RTL csatornái részére korábban az IKO, majd az UFA Magyarország gyárt műsorokat.
A Magyar Televízió esetében a belső gyártást a rendszerváltozás után jelentősen felszámolták (a ’90-es években helyettük egy ideig belső produceri irodák működtek).
Rubin Kristóf, a belső gyártásban majd két évtizedet dolgozott televíziós szakember megjegyezte, hogy a belső gyártásnál legtöbbször csak szervízmunkát végeznek és a kreatív tartalmi döntések már a belső gyártócégen kívül születnek. Így tartalmi felelősség nélkül a belső gyártás legyárt egy műsort – amely bár olcsóbban készül el –, miközben a kreatív csapat és az átvevő lényegében ugyanaz. Rubin szerint „megrendelőként végrehajtásban dolgozni, egyszerűen túl nagy felelősség, kontraproduktív és skizofrén helyzet”.

### Külső gyártócégek
A független gyártócégek között kiemelkedik a nemzetközi piacon is jelenlevő Paprika Studios (korábban Paprika Latino), amelyet 2004-ben Marshall Péter hozott létre. 2012 és 2024 között a skandináv MTG (majd a Viaplay Group) egyik gyártócége volt. A céget 2024-ben a magyar vezetés kivásárolta és ismét magyar tulajdonosokkal működik tovább.
További nagyobb független gyártócégek között van a Show&Game, Primetime Entertainment, Solaz Média, Szupermodern Stúdió, Megafilm és a Content Factory Kft.

## Története
A magyar televíziózás története 1954. január 20-án kezdődött a Magyar Rádió és Televízió M1 kísérleti adásainak beindulásával. A színes kísérleti adások 1969-ben jelentek meg, de a teljes színes átállás majd csak a ’80-a évek elején történt meg. 1973-ban elindult az M2, a második számú televíziós adó. 
Az 1974-től önállóvá vált Magyar Televízióban évtized második felére elkezdték a körzeti stúdiók kiépítését. Az 1980-as évektől kezdve – a regionális szemlélet hiánya miatt – nem kaptak kellő támogatást, illetve a körzeti stúdió hálózatot sem sikerült újjászervezni a rendszerváltás után (végül a vidéki stúdiókat 2011-ben megszüntették).
A ’90-es évek második felére sikerült elfogadtatni az első médiatörvényt, amely létrehozta a duális (közszolgálati és kereskedelmi) médiateret. A közszolgálati televízió nem volt képes felkészülni a kereskedelmi televíziókkal szembeni kihívásokra, miközben folyamatos pénzügyi segítségre is szorult. Nézettsége csakhamar lezuhant, két új országos csatorna (TV2 és RTL) és azok tulajdonosai dominálják a mai magyar tévés piac jelentős részét.
A kisebb tematikus csatornák is jelentős szerepet képviselnek, bár a széttöredezett magyar médiapiacon 2024-ben több mint 110 tévécsatorna közül 92 nem érte el a legalább 1%-os közönségarányt. Új technológiai fejezetet jelentett a magyar televíziózásban a 2000-es évek végétől bevezetett digitális televíziózás illetve 2010-es évek második felében a streaming szolgáltatók itthoni megjelenése.